# Mi casa es la tuya
Mi casa es la tuya (anteriormente En la tuya o en la mía) fue un programa de televisión español de entrevistas presentado por Bertín Osborne y producido por Proamagna.
El formato durante un pequeño periodo de tiempo contó con una variante denominada Mi casa es la vuestra, en la que el presentador recibía a varias personas en la misma entrega.

## Historia
La primera temporada (se estrenó el 9 de septiembre de 2015 y terminó el 16 de marzo de 2016) se emitía los miércoles en La 1 bajo el nombre En la tuya o en la mía, formato original de Televisión Española que cosechó grandes datos de audiencia.
De forma inicial, el programa empezó con nueve programas grabados que componían la primera temporada. Debido al éxito arrollador cosechado, renovaron por 18 programas más que se sumarían a la tanda inicial. Tras el desacuerdo entre la productora Proamagna y Televisión Española, la productora firmó con Mediaset España para que el formato pasara a emitirse en Telecinco bajo el título Mi casa es la tuya.
La segunda temporada del formato y primera en Telecinco se estrenó el 25 de abril de 2016 bajo la marca Mi casa es la tuya y se dividió en dos tandas. La primera terminó el 27 de junio de 2016 y la segunda se emitió entre el 5 de septiembre de 2016 y el 3 de octubre de 2016. Se emitía los lunes y lideró las audiencias en casi todas sus emisiones.
Desde entonces, el formato se ha emitido con varias denominaciones y en diferentes períodos del año con especial de Navidad.

## Equipo

### Presentadores
| Año              | Año | 2015 | 2016 | 2017 | 2018 | 2019 | 2020 | 2021 | 2022 | 2023 |
| ---------------- | --- | ---- | ---- | ---- | ---- | ---- | ---- | ---- | ---- | ---- |
| Bertín Osborne.  |     |      |      |      |      |      |      |      |      |      |
| Toñi Moreno.     |     |      |      |      |      |      |      |      |      |      |
| Claudia Osborne. |     |      |      |      |      |      |      |      |      |      |

     Presentador.
     Presentadora Su casa es la suya. / Copresentadora.

## Audiencias por programa
- En la tuya o en la mía 2015-2016 · La 1/RTVE
- Mi casa es la tuya 2016-2023 · Telecinco/Mediaset España
- Mi casa es la vuestra 2018 · Telecinco/Mediaset España

### Etapa TVE:En la tuya o en la mía(2015 - 2016)
| Programa: | Invitado(s):                                                                 | Día de emisión: | Audiencia:         |
| --------- | ---------------------------------------------------------------------------- | --------------- | ------------------ |
| 1         | Pablo Alborán                                                                | 09/09/2015      | 2 271 000 (13%)    |
| 2         | Jesulín de Ubrique                                                           | 16/09/2015      | 2 779 000 (15,1%)  |
| 3         | Lolita Invitada: Elena Furiase                                               | 23/09/2015      | 3 124 000 (16,9%)  |
| 4         | Pablo Motos                                                                  | 30/09/2015      | 3 421 000 (18,2%)  |
| 5         | Carmen Martínez-Bordiú                                                       | 07/10/2015      | 3 418 000 (17,8%)  |
| 6         | Mariló Montero                                                               | 14/10/2015      | 3 530 000 (18,2%)  |
| 7         | Carlos Herrera                                                               | 21/10/2015      | 3 616 000 (19,3%)  |
| 8         | Jorge Cadaval, César Cadaval (Los Morancos) Invitado: Ken Appledorn          | 28/10/2015.     | 3 902 000 (20,5%)  |
| 9         | Adolfo Suárez Illana                                                         | 04/11/2015      | 3 439 000 (18,2%)  |
| 10        | Arturo Fernández                                                             | 11/11/2015      | 2 848 000 (14,6%)  |
| 11        | Manuel Díaz González Invitada: Virginia Troconis                             | 18/11/2015      | 4 066 000 (21,3%)  |
| 12        | Pedro Sánchez                                                                | 25/11/2015      | 3 733 000 (20,4%)  |
| 13        | Mariano Rajoy                                                                | 02/12/2015      | 4 334 000 (23%)    |
| 14        | Jordi Cruz Mas, Samantha Vallejo-Nágera y Pepe Rodríguez (MasterChef España) | 09/12/2015      | 2 001 000 (17,5%)  |
| 15        | Alaska y Mario Vaquerizo                                                     | 16/12/2015      | 3 366 000 (18,9%)  |
| 16        | Fabiola Martínez Benavides (Mejores momentos)                                | 23/12/2015      | 2 473 000 (13,7%)  |
| 17        | Anne Igartiburu y Ramón García (Campanadas de TVE)                           | 30/12/2015      | 3 194 000 (18,2%). |
| 18        | Ana Obregón                                                                  | 13/01/2016      | 3 423 000 (19,3%)  |
| 19        | Paco León Invitada: Carmina Barrios                                          | 20/01/2016      | 3 889 000 (22%)    |
| 20        | Alejandro Sanz                                                               | 27/01/2016      | 4 095 000 (23%)    |
| 21        | Arévalo y Fernando Esteso                                                    | 03/02/2016      | 3 789 000 (20,5%)  |
| 22        | Mario Casas                                                                  | 10/02/2016      | 2 721 000 (14,6%)  |
| 23        | Plácido Domingo                                                              | 17/02/2016      | 2 998 000 (15,9%)  |
| 24        | Iker Casillas Invitada: Sara Carbonero                                       | 24/02/2016      | 4 084 000 (24,5%)  |
| 25        | Juan y Medio                                                                 | 09/03/2016      | 3 575 000 (18,4%)  |
| 26        | Bibiana Fernández                                                            | 16/03/2016      | 3 156 000 (16,8%)  |

     Programa líder en su franja horaria (Prime-time y late-night).
     Récord histórico de audiencia.

### 1.ª temporada (2016)
| Programa: | Invitado(s):                                                   | Día de emisión: | Audiencia:        |
| --------- | -------------------------------------------------------------- | --------------- | ----------------- |
| 1         | Ágatha Ruiz de la Prada. Invitado:Pedro J. Ramírez.            | 25/04/2016.     | 2 814 000(15,6%). |
| 2         | Francisco Rivera Ordóñez. Invitada: Lourdes Montes.            | 02/05/2016.     | 3 750 000(21,2%). |
| 3         | Miguel Ángel Revilla.                                          | 09/05/2016.     | 4 004 000(22,5%). |
| 4         | Esperanza Aguirre.                                             | 16/05/2016.     | 3 302 000(19%).   |
| 5         | Josema Yuste, Millán Salcedo y Fernando Conde.(Martes y Trece) | 23/05/2016.     | 3 469 000(20,2%). |
| 6         | Malú.                                                          | 30/05/2016.     | 2 970 000(17,5%). |
| 7         | Ángel Nieto. Invitado:Fonsi Nieto.                             | 06/06/2016.     | 2 751 000(15,9%)  |
| 8         | José Luis Moreno.                                              | 20/06/2016.     | 2 617 000(17,8%). |
| 9         | Bertín Osborne.(Imitado por Javier Quero).                     | 27/06/2016.     | 2 553 000(15,4%). |

     Programa líder en su franja horaria.(Segundo-time y late-night).
     Récord histórico de audiencia.

### 2.ª temporada (2016)
| Programa: | Invitado(s):                                   | Día de emisión: | Audiencia:        |
| --------- | ---------------------------------------------- | --------------- | ----------------- |
| 1         | Carlos Moyá y Carolina Cerezuela               | 05/09/2016      | 2 322 000 (16%)   |
| 2         | Antonio Banderas Invitada: Nicole Kimpel       | 12/09/2016      | 2 792 000 (17,8%) |
| 3         | David Bustamante                               | 19/09/2016      | 2 558 000 (16,1%) |
| 4         | Toñi Salazar y Encarna Salazar (Azúcar Moreno) | 26/09/2016      | 2 403 000 (15,4%) |
| 5         | Chiquito de la Calzada Invitada: Paz Padilla   | 03/10/2016      | 2 691 000 (16,6%) |

     Programa líder en su franja horaria.(Segundo-time y late-night).
     Récord histórico de audiencia.

### 3.ª temporada (2017)
| Programa: | Invitado(s): | Día de emisión: | Audiencia:        |
| --------- | --- | --------------- | ----------------- |
| 1         | Antonio Banderas, Alejandro Sanz, Iker Casillas y José Andrés.                                                                  | 09/01/2017.     | 2 860 000(17,2%). |
| 2         | David Bisbal. | 18/01/2017.     | 3 048 000(19,1%). |
| 3         | Javier Sardà. Invitado:Boris Izaguirre.                                                                                         | 25/01/2017.     | 2 985 000(17,9%). |
| 4         | Rappel. | 01/02/2017.     | 2 289 000(14,2%). |
| 5         | José Bono. Invitado: José Bono Jr.                                                                                              | 08/02/2017.     | 2 684 000(17,7%). |
| 6         | José Coronado, Javier Cámara y Roberto Álamo. (Es por tu bien).                                                                 | 15/02/2017.     | 2 335 000(15%)    |
| 7         | Joaquín. | 22/02/2017.     | 3 076 000(19,5%). |
| 8         | Albert Rivera. Invitado:Miguel Poveda.                                                                                          | 01/03/2017.     | 2 323 000(15,1%). |
| 9         | Iker Jiménez. Invitada: Carmen Porter.                                                                                          | 08/03/2017.     | 2 420 000(15,7%). |
| 10        | Miguel Ángel Revilla. | 15/03/2017.     | 2 734 000(18%).   |
| 11        | Míchel González, Emilio Butragueño, Manolo Sanchís Hontiyuelo y Rafael Martín Vázquez.(Madrid de La Quinta del Buitre).         | 22/03/2017.     | 2 136 000(13,7%). |
| 12        | Lucia Bosé. Invitado:Boris Izaguirre.                                                                                           | 29/03/2017.     | 2 270 000(15,1%). |
| 13        | José María Aznar. | 05/04/2017.     | 1 625 000(13%).   |
| 14        | Los del Río. | 12/04/2017.     | 1 741 000(12,9%). |
| 15        | Jordi Sánchez, Eva Isanta, Vanesa Romero, Nacho Guerreros, Pablo Chiapella, Fernando Tejero y Paz Padilla. (La que se avecina). | 19/04/2017.     | 2 187 000(15,1%). |
| 16        | Pepe Navarro. Invitados:Santiago Urrialde, Carlos Iglesias y Florentino Fernández.                                              | 26/04/2017.     | 2 291 000(17,4%). |
| 17        | Antonio Orozco. Invitada:Rosario Flores.                                                                                        | 03/05/2017.     | 2 682 000(18,3%). |
| 18        | Paz Vega. Invitado:Jesús Castro. (Perdóname, Señor).                                                                            | 10/05/2017.     | 1 806 000(12,2%). |
| 19        | Rosa López. | 17/05/2017      | 2 767 000(17,9%). |

     Programa líder en su franja horaria.(Tercero-time y late-night).
     Récord histórico de audiencia.

### 4.ª temporada (2017)
| Programa | Invitado (s)                                                                                            | Día de emisión | Audiencia         |
| -------- | --- | -------------- | ----------------- |
| 1        | Manuel Carrasco                                                                                         | 05/09/2017     | 2 088 000 (15,8%) |
| 2        | Antonio Carmona Invitados: Imanol Arias y Niña Pastori                                                  | 12/09/2017     | 2 294 000 (16,8%) |
| 3        | Paz Padilla Invitada: Anna Ferrer                                                                       | 20/09/2017     | 2 663 000 (18,5%) |
| 4        | Jesús Calleja Invitado: Kike Calleja                                                                    | 27/09/2017     | 1 973 000 (14,4%) |
| 5        | Ana Torroja Invitado: Mario Vaquerizo                                                                   | 02/10/2017     | 1 836 000 (13,2%) |
| 6        | Garbiñe Muguruza Invitada: Conchita Martínez                                                            | 09/10/2017     | 1 362 000 (10,0%) |
| 7        | Fernando Romay Invitada: Ana Obregón                                                                    | 16/10/2017     | 1 749 000 (12,6%) |
| 8        | Pablo Alborán Invitada: María Esteve                                                                    | 25/10/2017     | 2 142 000 (15,7%) |
| 9        | María Teresa Campos Invitadas: Terelu Campos y Carmen Borrego                                           | 01/11/2017     | 2 350 000 (18,2%) |
| 10       | Boris Izaguirre Invitada: Bibiana Fernández                                                             | 08/11/2017     | 2 098 000 (15,4%) |
| 11       | Pastora Soler Invitadas: Rosa López, Remedios Amaya, Soraya Arnelas y Massiel                           | 15/11/2017     | 1 704 000 (12,4%) |
| 12       | Florentino Fernández, Dani Martínez y Lara Álvarez Invitado: Pepe Navarro                               | 22/11/2017     | 1 948 000 (14,5%) |
| 13       | Inés Arrimadas y Miquel Iceta Invitados: Albert Rivera y Núria Marín Martínez                           | 29/11/2017     | 1 459 000 (11,2%) |
| 14       | Jorge Lorenzo Invitado: Juan y Medio                                                                    | 06/12/2017     | 1 421 000 (10,7%) |
| 15       | Dafne Fernández, Ernesto Alterio, Juana Acosta y Pepón Nieto (Perfectos desconocidos) Invitado: Arévalo | 13/12/2017     | 1 905 000 (13,4%) |
| 16       | Juanes Invitados: Malú, Manuel Carrasco y Pablo López                                                   | 20/12/2017     | 1 676 000 (11,7%) |

     Programa líder en su franja horaria (tercero-time y late-night).
     Récord histórico de audiencia.

### 5.ª temporada (2018)
| Programa | Invitado (s)                                                                                         | Día de emisión | Audiencia          |
| -------- | --- | -------------- | ------------------ |
| 1        | Manuel Díaz González y Julio Benítez "El Cordobés"                                                   | 15/01/2018     | 2 148 000 (14,0%)  |
| 2        | Falete Invitado: Juanito "El Golosina"                                                               | 22/01/2018     | 1 751 000 (11,7%)  |
| 3        | Enrique San Francisco Invitado: Jorge Sanz                                                           | 29/01/2018     | 1 992 000 (12,0%)  |
| 4        | Cristina Cifuentes Invitado: Jesús Mariñas                                                           | 05/02/2018     | 1 109 000 (7,0%)   |
| 5        | Joaquín Invitado: César Cadaval                                                                      | 16/02/2018     | 2 314 000 (14,9%)  |
| 6        | Belén Rueda Invitados: Antonio Pampliega y Antonio Resines                                           | 23/02/2018     | 1 467 000 (9,5%)   |
| 7        | Rosario Flores Invitados: Antonio Carmona, Mariola Orellana y Tomasito                               | 02/03/2018     | 2 374 000 (14,7%)  |
| 8        | Pablo López Invitados: Antonio Orozco y David Bustamante                                             | 09/03/2018     | 2 137 000 (14,0%)  |
| 9        | Tamara Falcó Invitada: Susana Uribarri                                                               | 16/03/2018     | 2 383 000 (15,3%)  |
| 10       | Carlos Sainz. Invitados: Carlos Sainz Jr. y Luis Rodríguez Moya.                                     | 23/03/2018.    | 1 300 000 (9,9%).  |
| 11       | Luis del Olmo. Invitados: Carlos Herrera y Rocío Crusset.                                            | 30/03/2018.    | 1 605 000 (11,2%). |
| 12       | Lydia Bosch. Invitados: Luisa Martín, Francis Lorenzo, Aarón Guerrero, Isabel Aboy y Marieta Bielsa. | 06/04/2018.    | 2 173 000 (13,6%). |

     Programa líder en su franja horaria (tercero-time y late-night).
     Récord histórico de audiencia.

### 6.ª temporada (2018)
| Programa | Invitado (s)                                                                                                | Día de emisión | Audiencia          |
| -------- | --- | -------------- | ------------------ |
| 1        | Mariló Montero, Ágatha Ruiz de la Prada y Julio Iglesias, Jr. Invitado: Joaquín.                            | 28/09/2018.    | 1 842 000 (13,5%). |
| 2        | Mariló Montero, Ágatha Ruiz de la Prada, Julio Iglesias, Jr. y Pocholo Martínez-Bordiú                      | 05/10/2018.    | 1 795 000 (13,3%). |
| 3        | Mariló Montero, Pocholo Martínez Bordiú, Paz Padilla, Boris Izaguirre, Javier Sardà y Carlos Latre          | 12/10/2018.    | 2 033 000 (15,9%). |
| 4        | Paz Padilla, Pablo Carbonell, Pocholo Martínez-Bordiú, Tomás el Mago, Adrián, Paula Alós y Jefferson.       | 26/10/2018.    | 1 769 000 (12,5%). |
| 5        | Paz Padilla, Antonia Dell’Atte, Boris Izaguirre, Clemente Lecquio.                                          | 02/11/2018.    | 1 679 000 (11,5%). |
| 6        | Antonia Dell’Atte, Boris Izaguirre, Clemente Lecquio,Terelu Campos, Carmen Borrego y Enrique San Francisco. | 09/11/2018.    | 1 482 000 (10,2%). |
| 7        | Terelu Campos, Carmen Borrego,Enrique San Francisco, Massiel y Salvador Sobral. Invitado: Ara Malikian.     | 16/11/2018.    | 1 439 000 (9,3%).  |
| 8        | Arévalo, Joaquín, María Teresa Campos y Alejandra Osborne. Invitada: Paloma Rollán.                         | 23/11/2018.    | 2 046 000 (13,7%). |

     Programa líder en su franja horaria.(tercero-time y late-night).
     Récord histórico de audiencia.

### 7.ª temporada (2018 - 2019)
| Programa | Invitado (s)                                             | Día de emisión | Audiencia          |
| -------- | -------------------------------------------------------- | -------------- | ------------------ |
| 1        | Lolita. Invitado: Luis Mottola.                          | 30/11/2018.    | 1 601 000 (10,8%). |
| 2        | Pepe Reina.                                              | 07/12/2018.    | 1 835 000 (12,8%). |
| 3        | Niña Pastori. Invitado: Alejandro Sanz.                  | 14/12/2018.    | 1 450 000 (10,1%). |
| 4        | Christian Gálvez y Almudena Cid. Invitado: Paco Roncero. | 21/12/2018.    | 1 981 000 (14,4%). |
| 5        | Diego el Cigala. Invitados: Dani Martínez y El Langui.   | 28/12/2018.    | 1 613 000 (11,2%). |
| 6        | Carlos Sobera. Invitados: Lidia Torrent y Matías Roure.  | 04/01/2019.    | 2 010 000 (14%).   |

     Programa líder en su franja horaria(tercero-time y late-night).
     Récord histórico de audiencia.

### 8.ª temporada (2019)
| Programa | Invitado (s) | Día de emisión | Audiencia          |
| -------- | --- | -------------- | ------------------ |
| 1        | Jorge Javier Vázquez. Invitada: Mari Morales.                                                                     | 10/05/2019.    | 2 474 000 (19,2%). |
| 2        | María Jiménez. Invitado: Alejandro Sancho.                                                                        | 17/05/2019.    | 2 645 000 (18,5%). |
| 3        | Marta Sánchez y Carlos Baute.                                                                                     | 24/05/2019.    | 1 693 000 (12,2%). |
| 4        | Juan José Padilla.                                                                                                | 31/05/2019.    | 1 677 000 (12,5%). |
| 5        | Alejandro Sanz.                                                                                                   | 07/06/2019.    | 2 048 000 (16,5%). |
| 6        | Bigote Arrocet. Invitados: María Teresa Campos, Mayra Gómez Kemp, Fedra Lorente, Arévalo y Javier Castillo "Poty" | 14/06/2019.    | 1 712 000 (13,2%). |
| 7        | Jorge Cadaval, César Cadaval(Los Morancos). Invitada: Maite Cadaval.                                              | 21/06/2019.    | 2 292 000 (18,5%). |
| 8        | José Luis Rodríguez. Invitada: Carolina Pérez.                                                                    | 28/06/2019.    | 1 228 000 (10,7%). |
| 9        | Tamara Falcó. Invitado: Boris Izaguirre.                                                                          | 05/07/2019.    | 1 382 000 (13,1%). |
| 10       | Shaila Dúrcal. Invitado: Dorio Ferreira.                                                                          | 12/07/2019.    | 1 632 000 (14,5%). |

### 9.ª temporada (2019 - 2020)
| Programa | Invitado (s)                                                                                                | Día de emisión | Audiencia          |
| -------- | --- | -------------- | ------------------ |
| 1        | José Ortega Cano. Invitada: Gloria Camila Ortega.                                                           | 06/09/2019.    | 1 660 000 (15,3%). |
| 2        | Miguel Ángel Revilla.                                                                                       | 13/09/2019.    | 2 003 000 (16,0%). |
| 3        | Kiko Rivera. Invitada: Irene Rosales.                                                                       | 10/01/2020.    | 2 006 000 (13,3%). |
| 4        | Norma Duval. Invitadas: Lara Dibildos, Arancha del Sol, Juncal Rivero y Cristina Hidalgo.                   | 17/01/2020.    | 1 705 000 (11,2%). |
| 5        | Federico Jiménez Losantos Invitadas: Beatriz Cortázar, Paloma Barrientos, Isabel González y Rosana Laviada. | 24/01/2020.    | 1 820 000 (11,5%). |
| 6        | Antonio Resines. Invitado: Jesús Bonilla.                                                                   | 31/01/2020.    | 1 265 000 (9,0%).  |
| 7        | Camela. Invitados: Christian Gálvez, Nieves Herrero, Andy y Lucas, El Arrebato y Taburete.                  | 07/02/2020.    | 1 324 000 (9,4%).  |
| 8        | María Jiménez. Invitados: Pitingo y Miguel Poveda.                                                          | 14/02/2020     | 1 441 000 (10,4%). |

### 10.ª temporada (2020)
| Programa | Invitado (s)                                                                                 | Día de emisión | Audiencia          |
| -------- | -------------------------------------------------------------------------------------------- | -------------- | ------------------ |
| 1        | Lydia Lozano. Invitadas: Conchita Pérez, Rosita y Carmita.                                   | 04/09/2020.    | 1 848 000 (16,0%). |
| 2        | Jesús Vázquez. Invitados: Roberto Cortés, Ana García-Siñeriz, Jorge Cadaval y Ken Appledorn. | 11/09/2020.    | 2 031 000 (16,4%). |
| 3        | Miguel Ángel Revilla. Invitada: Aurora Díaz.                                                 | 18/09/2020.    | 1 812 000 (13,7%). |
| 4        | Albert Rivera. Invitada: María Jesús Díaz.                                                   | 25/09/2020.    | 1 503 000 (11,3%). |
| 5        | Concha Velasco Invitados: Ana Milán, Elena Furiase y Manuel Velasco.                         | 09/10/2020.    | 1 471 000 (11,2%). |
| 6        | Vicky Martín Berrocal Invitados: César Cadaval y Laura Sánchez.                              | 16/10/2020.    | 2 103 000 (15,0%). |
| 7        | Carmina Barrios. Invitados: Yolanda Ramos y Paco León.                                       | 23/10/2020.    | 1 547 000 (11,2%). |
| 8        | María del Monte. Invitada: Toñi Moreno.                                                      | 30/10/2020.    | 1 989 000 (13,8%). |
| 9        | Rafael Nadal. Invitado: Carlos Moyá.                                                         | 06/11/2020.    | 2 420 000 (16,2%). |

### 11.ª temporada (2021 - 2022)
| Programa | Invitado (s) | Día de emisión | Audiencia         |
| -------- | --- | -------------- | ----------------- |
| 1        | Isabel Díaz Ayuso Invitado: Miguel Ángel Rodríguez                                                                    | 10/06/2021.    | 1 711 000 (15,8%) |
| 2        | Paz Padilla Invitados: Anna Ferrer y Xoan Viqueria                                                                    | 24/06/2021.    | 2 038 000 (19,5%) |
| 3        | Ana Obregón Invitados: Boris Izaguirre, Luis Rollán y Susana Urribarri                                                | 21/02/2022     | 1 959 000 (15,0%) |
| 4        | Bárbara Rey Invitadas: Sofía Cristo y Chelo García-Cortés                                                             | 28/02/2022.    | 1 422 000 (10,5%) |
| 5        | Terelu Campos y Carmen Borrego Invitados: María Teresa Campos, Alejandra Rubio, José Carlos Bernal y Carmen Almoguera | 12/03/2022     | 1 213 000 (9,8%)  |
| 6        | Jimmy Giménez-Arnau Invitados: Belén Rodríguez, Pilar Eyre y Antonio Montero                                          | 19/03/2022     | 1 205 000 (9,6%)  |
| 7        | David Broncano Invitados: Boris Izaguirre, Pocholo Martínez-Bordiú y Miguel Ángel Rodríguez «El Sevilla»              | 26/03/2022     | 1 544 000 (12,6%) |
| 8        | María Pombo Invitados: Pablo Castellano, Teresa Ribó, Víctor Pombo, Lucía Pombo y Marta Pombo                         | 02/04/2022     | 1 071 000 (8,5%)  |
| 9        | Ainhoa Arteta Invitados: María del Monte, La Terremoto de Alcorcón, Lucía Dominguín                                   | 09/04/2022     | 1 234 000 (10,2%) |
| 10       | Aurora Carbonell y Kiki Morente Invitados: Estrella Morente, Pepe Habichuela y Antonio Arias                          | 16/04/2022     | 1 167 000 (11,1%) |
| 11       | Alberto Núñez Feijóo Invitados: Isabel Díaz Ayuso y Juan Manuel Moreno Bonilla                                        | 30/04/2022     | 1 201 000 (10,7%) |

### 12.ª temporada (2023)
| Programa | Invitado (s)                                               | Día de emisión | Audiencia         |
| -------- | ---------------------------------------------------------- | -------------- | ----------------- |
| 1        | Jesulín de Ubrique                                         | 15/05/2023     | 1 364 000 (11,2%) |
| 2        | Nacho Cano Invitada: Miguel Ángel Arenas                   | 22/05/2023     | 1 012 000 (8,0%)  |
| 3        | Fernando Verdasco Invitada: Ana Boyer                      | 29/05/2023     | 965 000 (7,8%)    |
| 4        | Pocholo Martínez Bordiú Invitada: Clotilde Martínez Bordiú | 05/06/2023     | 1 331 000 (11,1%) |
| 5        | India Martínez Invitado: Antonio José                      | 12/06/2023     | 963 000 (7,9%)    |
| 6        | Luz Casal Invitados: Fernando Tejero y Judit Mascó         | 17/06/2023     | 607 000 (6,4%)    |
| 7        | Carlos Herrera Invitada: María Zurita                      | 24/06/2023     | 765 000 (9,1%)    |

### Programas especiales
| Programa | Invitado (s) | Día de emisión | Audiencia          |
| -------- | --- | -------------- | ------------------ |
| 1        | Raphael. Invitado: Manuel Martos. | 26/12/2016.    | 2 214 000 (14,5%). |
| 2        | Arévalo, Carlos Latre, Millán Salcedo, Fernando Esteso, Manuel Sarriá y Mari Carmen y sus muñecos.                                                                                                 | 02/01/2017.    | 2 356 000 (14,7%). |
| 3        | Feliciano López. Invitados: Marc López y Arévalo. | 18/07/2017.    | 1 785 000 (13,5%). |
| 4        | Padre Ángel. Invitados: Ana Rosa Quintana, Jesús Robledo, Raphael, Pepín Osborne, Christian Gálvez, Nieves Tirez, Pedro Cavadas, Sandra Ibarra, Zoila Quinteros y Carmen González.                 | 25/12/2017.    | 1 312 000 (8,4%).  |
| 5        | América Jova Godoy, Pastora García y María Muñoz-Torrero. Invitados: Alaska, Niña Pastori y Fernando Tejero.                                                                                       | 01/01/2018.    | 1 638 000 (10,9%). |
| 6        | Gente de Paz Padilla. Invitados: David Fernández Ortiz y Gemelos Cortés. | 08/01/2018.    | 2 146 000 (13,7%). |
| 7        | Paula Echevarría y Juana Acosta. Invitados: Miguel Bernardeau, Gracia Querejeta y Maribel Verdú.(Película llamada Ola de crímenes).                                                                | 19/10/2018.    | 1 589 000 (10,8%). |
| 8        | Pablo Casado, Albert Rivera y Santiago Abascal.(Especial Elecciones 28-Al). | 05/04/2019.    | 2 275 000 (15,1%). |
| 9        | Paz Padilla, Jesús Vázquez, Santi Millán, Omar Montes, Ana Mena, Ainhoa Arteta, Rappel, David de Jorge, Millán Salcedo, India Martínez, Pepe Luis Carmona y Jorge Luengo (Especial de Nochebuena). | 24/12/2019.    | 1 558 000 (13,6%). |

### Su casa es la suya(2021)
| Programa | Invitado(s) | Día de emisión | Audiencia          |
| -------- | --- | -------------- | ------------------ |
| 1        | Bertín Osborne. Invitadas: Hijas de Bertín, Fabiola Martínez, Toñi Moreno, Paz Padilla, Miguel Ángel Revilla, El Puma, Carmina Barrios, Jorge Javier Vázquez, Pedro Piqueras, Gloria Serra, Arévalo e Iker Casillas. | 25/12/2021.    | 1 774 000 (13,9%). |

     Programa líder en su franja horaria (tercero-time y late-night).
     Récord histórico de audiencia.

## Audiencias por temporadas

### Etapa TVE:En la tuya o en la mía(2015–2016)
| Temporada                           | Fecha       | Programas | Cadena | Espectadores | Share |
| ----------------------------------- | ----------- | --------- | ------ | ------------ | ----- |
| Temporada 1: En la tuya o en la mía | 2015 - 2016 | 26        | La 1   | 3 355 000    | 18,4% |

### Etapa Telecinco:Mi casa es la tuya/Mi casa es la vuestra(2016–2023)
| Temporada                          | Fecha     | Programas | Cadena    | Espectadores | Share |  |
| ---------------------------------- | --------- | --------- | --------- | ------------ | ----- |  |
| Temporada 1: Mi casa es la tuya    | 2016      | 9         | Telecinco | 3 137 000    | 18,3% |  |
| Temporada 2: Mi casa es la tuya    | 2016      | 5         | Telecinco | 2 553 000    | 16,4% |  |
| Temporada 3: Mi casa es la tuya    | 2017      | 19        | Telecinco | 2 434 000    | 16,1% |  |
| Temporada 4: Mi casa es la tuya    | 2017      | 16        | Telecinco | 1 917 000    | 14,0% |  |
| Temporada 5: Mi casa es la tuya    | 2018      | 12        | Telecinco | 1 896 000    | 12,3% |  |
| Temporada 6: Mi casa es la vuestra | 2018      | 8         | Telecinco | 1 761 000    | 12,5% |  |
| Temporada 7: Mi casa es la tuya    | 2018-2019 | 6         | Telecinco | 1 748 000    | 12,2% |  |
| Temporada 8: Mi casa es la tuya    | 2019      | 10        | Telecinco | 1 878 000    | 14,9% |  |
| Temporada 9: Mi casa es la tuya    | 2019-2020 | 8         | Telecinco | 1 643 000    | 12,0% |  |
| Temporada 10: Mi casa es la tuya   | 2020      | 9         | Telecinco | 1 858 000    | 13,9% |  |
| Temporada 11: Mi casa es la tuya   | 2021-2022 | 11        | Telecinco | 1 456 000    | 12,3% |  |
| Temporada 12: Mi casa es la tuya   | 2023      | 7         | Telecinco | 1 001 000    | 8,8%  |  |

### Especiales
| Temporada                      | Fecha       | Programas | Cadena    | Espectadores | Share |
| ------------------------------ | ----------- | --------- | --------- | ------------ | ----- |
| Especiales: Mi casa es la tuya | 2016 - 2019 | 8         | Telecinco | 1 940 000    | 12,8% |
| Especiales: Su casa es la suya | 2021        | 1         | Telecinco | 1 774 000    | 13,9% |

## Videoteca
- «En la tuya o en la mía» a la carta en rtve.es
- «Mi casa es la tuya» a la carta en telecinco.es
- «Mi casa es la vuestra» a la carta Archivado el 1 de octubre de 2018 en Wayback Machine. en telecinco.es

## Versiones internacionales
Desde 2019, el programa tuvo su primera adaptación extranjera situada en Italia.

### Ediciones extranjeras
| País   | Nombre                                      | Presentador(es)                      | Canal       | Estreno                                                                                  |
| ------ | ------------------------------------------- | ------------------------------------ | ----------- | ---------------------------------------------------------------------------------------- |
| Italia | A raccontare comincia tu Mi casa es tu casa | Raffaella Carrà Cristiano Malgioglio | Rai 3 Rai 2 | 4 de abril de 2019 – 14 de noviembre de 2019 7 de diciembre de 2022 – 4 de enero de 2023 |